# Pleuronectini
Tribu
Les Pleuronectini sont une tribu de poissons de la famille des Pleuronectidae. Cette tribu est non valide pour WoRMS.
Comme tous les poissons de la famille des Pleuronectidae, les poissons de la tribu Pleuronectini possèdent un corps aplati asymétrique et leurs yeux sont sur un même côté du corps.

## Liste des genres
Selon ITIS (14 janvier 2021) :
- Kareius Jordan & Snyder, 1900
- Limanda Gottsche, 1835
- Liopsetta Gill, 1864
- Parophrys Girard, 1854 - seule espèce : Parophrys vetulus, le Carlottin anglais
- Platichthys Girard, 1854
- Pleuronectes Linnaeus, 1758
- Pseudopleuronectes Bleeker, 1862